# Maria Paasche
Maria Therese Ilse Paula „Esi“ von Hammerstein Paasche (* 31. Dezember 1909 in Magdeburg als Freiin von Hammerstein-Equord; † 21. Januar 2000 in San Francisco) war eine der Töchter des Generalobersten Kurt von Hammerstein-Equord, deutsche Widerstandskämpferin gegen den Nationalsozialismus und Literaturwissenschaftlerin. In den ersten Jahren des Naziregimes verhalf sie Juden zur Flucht aus Deutschland und emigrierte später von Nazideutschland nach Japan, wo sie mehrere Jahre lebte, bevor sie sich in den Vereinigten Staaten niederließ.

## Leben in Deutschland
Hammerstein wurde 1909 als zweitältestes von sieben Kindern von Maria von Lüttwitz (Tochter von Walther von Lüttwitz) und Kurt von Hammerstein-Equord geboren, der in den 1930er Jahren Oberbefehlshaber der Reichswehr war. Sie und ihre Geschwister, von denen Marie Luise, Kunrat und Ludwig im Widerstand gegen die Nazis tätig waren, wurden ermutigt, sich mit intellektuellen Themen und politischen Ideen auseinanderzusetzen. Maria von Hammerstein studierte Medizin an der Humboldt-Universität Berlin. Anfang der 1930er Jahre kaufte sie sich vom Erbe ihrer Tante ein Motorrad und lernte viele Leute aus Palästina kennen. Sie wurde Zionistin und plante die Emigration nach Palästina. Um junge Juden auf die dortige harte körperliche Arbeit vorzubereiten, unterbrach sie ihr Studium und arbeitete als Lehrling bei einem Gärtner. Zu dieser Zeit verliebte sie sich in den jungen Juden Werner Noble und wurde schwanger. Da sie in Deutschland kein Kind zur Welt bringen wollte, ließ sie die Schwangerschaft abbrechen.
Nach Adolf Hitlers Machtübernahme 1933 half sie Juden und Intellektuellen bei der Flucht aus Deutschland, indem sie diese auf ihrem Motorrad nach Prag brachte. Sie versorgte die jüdische und antinazistische Gemeinde in Prag mit Zeitungen und warnte sie vor den Plänen der Nazis, die sie von ihrem Vater erfahren hatte.
Über ihren Freund Klaus Mehnert, der in der Bundesrepublik als Journalist und Experte für Ost- und Asienpolitik von sich reden machen sollte, lernte sie im Oktober 1933 Hans Joachim (Jochen) Paasche kennen, der jüdischer Abstammung war und dessen Vater Hans 1920 von Freikorpsleuten ermordet worden war, und heiratete ihn im März 1934. Paasche war der Enkel von Hermann Paasche, dem Vizepräsidenten des Reichstags. Da einer seiner Großväter jüdischer Abstammung war, verboten die Nationalsozialisten Joachim Paasche das Jurastudium. Im Oktober 1934 zog das Ehepaar kurzzeitig nach Palästina, bevor sie wegen eines Typhusausbruchs nach Deutschland zurückkehrten. Nach mehreren Verhören durch die Gestapo emigrierte das Ehepaar nach Japan. Marias Vater plante 1939 erfolglos ein Attentat auf Hitler, und zwei ihrer Brüder waren 1944 am Attentat vom 20. Juli auf Hitler beteiligt; ihre Mutter und zwei Geschwister waren bis zum Ende des Zweiten Weltkriegs in Konzentrationslagern inhaftiert.

## Leben in Japan und den Vereinigten Staaten
Maria und John Paasche lebten mehrere Jahre in ärmlichen Verhältnissen in Japan, wo alle ihre vier Kinder geboren wurden, wanderten aber 1948 aus Angst vor der deutschen Exilgemeinde, in der sich viele Nationalsozialisten befanden und der Überwachung durch die japanische Polizei nach San Francisco aus. In San Francisco arbeitete Maria als Köchin und Putzfrau, während John in einer Tomatenkonservenfabrik arbeitete. In der antikommunistischen McCarthy-Ära begann sich das FBI für Maria Therese zu interessieren. Erst in den siebziger Jahren erhielt Joachim Paasche eine Anstellung in der China-Abteilung der Library of Congress und versuchte, zum Judentum zu konvertieren. Später wurde Maria Literaturwissenschaftlerin und sprach fließend Deutsch, Französisch, Russisch und Englisch. Die letzten zwei Jahre ihres Lebens verbrachte sie im Jüdischen Altersheim von San Francisco; sie war die zweite nichtjüdische Bewohnerin überhaupt, da sie während der Nazi-Jahre Juden das Leben gerettet hatte. Sie starb am 21. Januar 2000 in San Francisco an Herzversagen. Ihr Ehemann John Paasche starb 1994 mit 83 Jahren.
Ihr Sohn Gottfried Paasche ist Soziologieprofessor an der York University in Toronto; ihre Tochter Vergilia Paasche Dakin ist Mitbegründerin der San Francisco Waldorfschule; ihre Tochter Joan Briegleb ist Hochschullehrerin in Hannoversch-Münden und ihre Tochter Michaela Paasche Grudin ist Professorin für Renaissanceforschung am Lewis and Clark College in Portland, Oregon.
Paasche war 1999 Gegenstand eines Dokumentarfilms mit dem Titel Silent Courage: Marie Therese von Hammerstein and Her Battle Against Nazism, der von B’nai B’rith und der deutschen Regierung finanziert wurde.